# Список видов семейства Prodidomidae
Список всех описанных видов пауков семейства Lamponidae на 14 ноября 2013 года. 

## Anagrina
Anagrina Berland, 1920
- Anagrina alticola Berland, 1920 — Восточная Африка
- Anagrina nigritibialis Denis, 1955 — Нигер

## Austrodomus
Austrodomus Lawrence, 1947
- Austrodomus scaber (Purcell, 1904) — Южная Африка
- Austrodomus zuluensis Lawrence, 1947 — Южная Африка

## Brasilomma
Brasilomma Brescovit, Ferreira & Rheims, 2012
- Brasilomma enigmatica Brescovit, Ferreira & Rheims, 2012 — Бразилия

## Caudalia
Caudalia Alayon, 1980
- Caudalia insularis Alayon, 1980 — Куба

## Chileomma
Chileomma Platnick, Shadab & Sorkin, 2005
- Chileomma campana Platnick, Shadab & Sorkin, 2005 — Чили
- Chileomma chilensis Platnick, Shadab & Sorkin, 2005 — Чили
- Chileomma franckei Platnick, Shadab & Sorkin, 2005 — Чили
- Chileomma malleco Platnick, Shadab & Sorkin, 2005 — Чили
- Chileomma petorca Platnick, Shadab & Sorkin, 2005 — Чили
- Chileomma rinconada Platnick, Shadab & Sorkin, 2005 — Чили
- Chileomma ruiles Platnick, Shadab & Sorkin, 2005 — Чили

## Chileuma
Chileuma Platnick, Shadab & Sorkin, 2005
- Chileuma paposo Platnick, Shadab & Sorkin, 2005 — Чили
- Chileuma renca Platnick, Shadab & Sorkin, 2005 — Чили
- Chileuma serena Platnick, Shadab & Sorkin, 2005 — Чили

## Chilongius
Chilongius Platnick, Shadab & Sorkin, 2005
- Chilongius eltofo Platnick, Shadab & Sorkin, 2005 — Чили
- Chilongius frayjorge Platnick, Shadab & Sorkin, 2005 — Чили
- Chilongius huasco Platnick, Shadab & Sorkin, 2005 — Чили
- Chilongius molles Platnick, Shadab & Sorkin, 2005 — Чили
- Chilongius palmas Platnick, Shadab & Sorkin, 2005 — Чили

## Cryptoerithus
Cryptoerithus Rainbow, 1915
- Cryptoerithus annaburroo Platnick & Baehr, 2006 — Северные Территории
- Cryptoerithus griffith Platnick & Baehr, 2006 — Квинсленд, Южная Австралия
- Cryptoerithus halifax Platnick & Baehr, 2006 — Южная Австралия
- Cryptoerithus halli Platnick & Baehr, 2006 — Западная Австралия
- Cryptoerithus harveyi Platnick & Baehr, 2006 — Западная Австралия
- Cryptoerithus hasenpuschi Platnick & Baehr, 2006 — Квинсленд
- Cryptoerithus lawlessi Platnick & Baehr, 2006 — Квинсленд
- Cryptoerithus melindae Platnick & Baehr, 2006 — Западная Австралия
- Cryptoerithus nichtaut Platnick & Baehr, 2006 — Квинсленд
- Cryptoerithus ninan Platnick & Baehr, 2006 — Западная Австралия
- Cryptoerithus nonaut Platnick & Baehr, 2006 — Северные Территории, Южная Австралия
- Cryptoerithus nopaut Platnick & Baehr, 2006 — Западная Австралия
- Cryptoerithus nyetaut Platnick & Baehr, 2006 — Северные Территории
- Cryptoerithus occultus Rainbow, 1915 — Западная Австралия, Северные Территории, Южная Австралия
- Cryptoerithus quamby Platnick & Baehr, 2006 — Квинсленд
- Cryptoerithus quobba Platnick & Baehr, 2006 — Южная Австралия
- Cryptoerithus rough Platnick & Baehr, 2006 — Южная Австралия
- Cryptoerithus shadabi Platnick & Baehr, 2006 — Южная Австралия
- Cryptoerithus stuart Platnick & Baehr, 2006 — Северные Территории

## Eleleis
Eleleis Simon, 1893
- Eleleis crinita Simon, 1893 — Южная Африка

## Katumbea
Katumbea Cooke, 1964
- Katumbea oxoniensis Cooke, 1964 — Танзания

## Lygromma
Lygromma Simon, 1893
- Lygromma anops Peck & Shear, 1987 — Галапагоссы
- Lygromma chamberlini Gertsch, 1941 — Панама, Колумбия, Куба, Гаити
- Lygromma domingo Platnick & Shadab, 1981 — Эквадор
- Lygromma dybasi Platnick & Shadab, 1976 — Коста-Рика, Панама
- Lygromma gasnieri Brescovit & Hofer, 1993 — Бразилия
- Lygromma gertschi Platnick & Shadab, 1976 — Ямайка
- Lygromma huberti Platnick & Shadab, 1976 — Венесуэла, Бразилия
- Lygromma kochalkai Platnick & Shadab, 1976 — Колумбия
- Lygromma peckorum Platnick & Shadab, 1976 — Колумбия
- Lygromma peruvianum Platnick & Shadab, 1976 — Перу
- Lygromma quindio Platnick & Shadab, 1976 — Колумбия
- Lygromma senoculatum Simon, 1893 — Венесуэла
- Lygromma simoni (Berland, 1913) — Эквадор
- Lygromma taruma Brescovit & Bonaldo, 1998 — Бразилия
- Lygromma tuxtla Platnick, 1978 — Мексика
- Lygromma valencianum Simon, 1893 — Венесуэла
- Lygromma volcan Platnick & Shadab, 1981 — Панама
- Lygromma wygodzinskyi Platnick, 1978 — Колумбия
- Lygromma ybyguara Rheims & Brescovit, 2004 — Бразилия

## Lygrommatoides
Lygrommatoides Strand, 1918
- Lygrommatoides problematica Strand, 1918 — Япония

## Molycria
Molycria Simon, 1887
- Molycria amphi Platnick & Baehr, 2006 — Квинсленд
- Molycria broadwater Platnick & Baehr, 2006 — Квинсленд, Новый Южный Уэльс
- Molycria bulburin Platnick & Baehr, 2006 — Квинсленд
- Molycria bundjalung Platnick & Baehr, 2006 — Новый Южный Уэльс
- Molycria burwelli Platnick & Baehr, 2006 — Квинсленд
- Molycria canonba Platnick & Baehr, 2006 — Квинсленд, Новый Южный Уэльс
- Molycria cleveland Platnick & Baehr, 2006 — Квинсленд
- Molycria cooki Platnick & Baehr, 2006 — Квинсленд
- Molycria dalby Platnick & Baehr, 2006 — Квинсленд, Новый Южный Уэльс
- Molycria daviesae Platnick & Baehr, 2006 — Квинсленд
- Molycria dawson Platnick & Baehr, 2006 — Квинсленд
- Molycria drummond Platnick & Baehr, 2006 — Квинсленд
- Molycria goanna Platnick & Baehr, 2006 — Квинсленд, Новый Южный Уэльс
- Molycria grayi Platnick & Baehr, 2006 — Квинсленд, Новый Южный Уэльс, Лорд-Хау
- Molycria isla Platnick & Baehr, 2006 — Квинсленд
- Molycria kaputar Platnick & Baehr, 2006 — Новый Южный Уэльс
- Molycria mammosa (O. P.-Cambridge, 1874) — Новый Южный Уэльс, Capital Territory
- Molycria mcleani Platnick & Baehr, 2006 — Квинсленд
- Molycria milledgei Platnick & Baehr, 2006 — Новый Южный Уэльс
- Molycria moffatt Platnick & Baehr, 2006 — Квинсленд
- Molycria monteithi Platnick & Baehr, 2006 — Квинсленд
- Molycria moranbah Platnick & Baehr, 2006 — Квинсленд
- Molycria nipping Platnick & Baehr, 2006 — Квинсленд
- Molycria quadricauda (Simon, 1908) — Южная Австралия
- Molycria raveni Platnick & Baehr, 2006 — Квинсленд
- Molycria robert Platnick & Baehr, 2006 — Квинсленд
- Molycria smithae Platnick & Baehr, 2006 — Новый Южный Уэльс
- Molycria stanisici Platnick & Baehr, 2006 — Квинсленд
- Molycria taroom Platnick & Baehr, 2006 — Квинсленд
- Molycria thompsoni Platnick & Baehr, 2006 — Квинсленд
- Molycria tooloombah Platnick & Baehr, 2006 — Квинсленд
- Molycria upstart Platnick & Baehr, 2006 — Квинсленд
- Molycria vokes Platnick & Baehr, 2006 — Западная Австралия, Северные Территории, Южная Австралия
- Molycria wallacei Platnick & Baehr, 2006 — Квинсленд
- Molycria wardeni Platnick & Baehr, 2006 — Квинсленд
- Molycria wrightae Platnick & Baehr, 2006 — Квинсленд

## Moreno
Moreno Mello-Leitao, 1940
- Moreno chacabuco Platnick, Shadab & Sorkin, 2005 — Чили
- Moreno chivato Platnick, Shadab & Sorkin, 2005 — Чили
- Moreno grande Platnick, Shadab & Sorkin, 2005 — Чили
- Moreno morenoi Mello-Leitao, 1940 — Аргентина
- Moreno neuquen Platnick, Shadab & Sorkin, 2005 — Аргентина
- Moreno ramirezi Platnick, Shadab & Sorkin, 2005 — Аргентина

## Myandra
Myandra Simon, 1887
- Myandra bicincta Simon, 1908 — Австралия
- Myandra cambridgei Simon, 1887 — Австралия
- Myandra myall Platnick & Baehr, 2006 — от Квинсленда до Тасмании
- Myandra tinline Platnick & Baehr, 2006 — Южная Австралия

## Namundra
Namundra Platnick & Bird, 2007
- Namundra brandberg Platnick & Bird, 2007 — Намибия
- Namundra griffinae Platnick & Bird, 2007 — Намибия
- Namundra kleynjansi Platnick & Bird, 2007 — Намибия
- Namundra leechi Platnick & Bird, 2007 — Ангола

## Neozimiris
Neozimiris Simon, 1903
- Neozimiris chickeringi Platnick & Shadab, 1976 — Панама
- Neozimiris crinis Platnick & Shadab, 1976 — Мексика
- Neozimiris escandoni Muller, 1987 — Колумбия
- Neozimiris exuma Platnick & Shadab, 1976 — Багамы
- Neozimiris levii Platnick & Shadab, 1976 — Кюрасао
- Neozimiris nuda Platnick & Shadab, 1976 — Пуэрто-Рико
- Neozimiris pinta Platnick & Shadab, 1976 — Галапагоссы
- Neozimiris pinzon Platnick & Shadab, 1976 — Галапагоссы
- Neozimiris pubescens (Banks, 1898) — США, Мексика

## Nomindra
Nomindra Platnick & Baehr, 2006
- Nomindra arenaria Platnick & Baehr, 2006 — Северные Территории
- Nomindra barlee Platnick & Baehr, 2006 — Западная Австралия
- Nomindra berrimah Platnick & Baehr, 2006 — Северные Территории
- Nomindra cocklebiddy Platnick & Baehr, 2006 — Западная Австралия
- Nomindra cooma Platnick & Baehr, 2006 — Западная Австралия
- Nomindra fisheri Platnick & Baehr, 2006 — Северные Территории
- Nomindra flavipes (Simon, 1908) — Западная Австралия, Южная Австралия
- Nomindra gregory Platnick & Baehr, 2006 — Западная Австралия, Северные Территории
- Nomindra indulkana Platnick & Baehr, 2006 — Западная Австралия, Южная Австралия
- Nomindra jarrnarm Platnick & Baehr, 2006 — Западная Австралия, Северные Территории
- Nomindra kinchega Platnick & Baehr, 2006 — Южная Австралия, от Квинсленда до Виктории
- Nomindra leeuweni Platnick & Baehr, 2006 — Южная Австралия
- Nomindra ormiston Platnick & Baehr, 2006 — Северные Территории, Южная Австралия
- Nomindra thatch Platnick & Baehr, 2006 — Квинсленд
- Nomindra woodstock Platnick & Baehr, 2006 — Западная Австралия
- Nomindra yeni Platnick & Baehr, 2006 — Западная Австралия до Квинсленда

## Oltacloea
Oltacloea Mello-Leitao, 1940
- Oltacloea beltraoae Brescovit & Ramos, 2003 — Бразилия
- Oltacloea mutilata Mello-Leitao, 1940 — Аргентина
- Oltacloea ribaslangei Bonaldo & Brescovit, 1997 — Бразилия

## Plutonodomus
Plutonodomus Cooke, 1964
- Plutonodomus kungwensis Cooke, 1964 — Танзания

## Prodida
Prodida Dalmas, 1919
- Prodida longiventris Dalmas, 1919 — Филиппины
- Prodida stella Saaristo, 2002 — Сейшеллы

## Prodidomus
Prodidomus Hentz, 1847
- Prodidomus amaranthinus (Lucas, 1846) — Средиземноморье
- Prodidomus aurantiacus Simon, 1890 — Йемен
- Prodidomus beattyi Platnick, 1977 — Западная Австралия, Северные Территории
- Prodidomus bendee Platnick & Baehr, 2006 — Квинсленд
- Prodidomus bicolor Denis, 1957 — Судан
- Prodidomus birmanicus Thorell, 1897 — Мьянма
- Prodidomus bryantae Alayon, 1995 — Куба
- Prodidomus capensis Purcell, 1904 — Южная Африка
- Prodidomus chaperi (Simon, 1884) — Индия
- Prodidomus clarki Cooke, 1964 — Остров Вознесения
- Prodidomus dalmasi Berland, 1920 — Кения
- Prodidomus djibutensis Dalmas, 1919 — Сомали
- Prodidomus domesticus Lessert, 1938 — Конго
- Prodidomus duffeyi Cooke, 1964 — Остров Вознесения
- Prodidomus flavidus (Simon, 1884) — Алжир
- Prodidomus flavipes Lawrence, 1952 — Южная Африка
- Prodidomus flavus Platnick & Baehr, 2006 — Квинсленд
- Prodidomus geniculosus Dalmas, 1919 — Тунис
- Prodidomus granulosus Cooke, 1964 — Руанда
- Prodidomus hispanicus Dalmas, 1919 — Испания, Греция
- Prodidomus kimberley Platnick & Baehr, 2006 — Западная Австралия, Северные Территории
- Prodidomus lampei Strand, 1915 — Намибия
- Prodidomus lampeli Cooke, 1964 — Эфиопия
- Prodidomus latebricola Cooke, 1964 — Танзания
- Prodidomus margala Platnick, 1976 — Пакистан
- Prodidomus maximus Lessert, 1936 — Мозамбик
- Prodidomus nigellus Simon, 1890 — Йемен
- Prodidomus nigricaudus Simon, 1893 — Венесуэла
- Prodidomus opacithorax Simon, 1893 — Венесуэла
- Prodidomus palkai Cooke, 1972 — Индия
- Prodidomus papavanasanemensis Cooke, 1972 — Индия
- Prodidomus purpurascens Purcell, 1904 — Южная Африка
- Prodidomus purpureus Simon, 1907 — Западная Африка
- Prodidomus redikorzevi Spassky, 1940 — Турция, Казахстан, Туркменистан
- Prodidomus reticulatus Lawrence, 1927 — Намибия
- Prodidomus revocatus Cooke, 1964 — Маврикий
- Prodidomus robustus Dalmas, 1919 — Эфиопия
- Prodidomus rodolphianus Dalmas, 1919 — Восточная Африка
- Prodidomus rollasoni Cooke, 1964 — Ливия
- Prodidomus rufus Hentz, 1847 — Китай, Япония, Новая Каледония, США, Куба, Аргентина, Чили, Остров Святой Елены
- Prodidomus saharanpurensis (Tikader, 1982) — Индия
- Prodidomus sampeyi Platnick & Baehr, 2006 — Западная Австралия
- Prodidomus seemani Platnick & Baehr, 2006 — Квинсленд
- Prodidomus simoni Dalmas, 1919 — Южная Африка
- Prodidomus singulus Suman, 1967 — Гавайи
- Prodidomus sirohi Platnick, 1976 — Индия
- Prodidomus tigrinus Dalmas, 1919 — Западная Африка
- Prodidomus tirumalai Cooke, 1972 — Индия
- Prodidomus venkateswarai Cooke, 1972 — Индия
- Prodidomus watongwensis Cooke, 1964 — Танзания
- Prodidomus woodleigh Platnick & Baehr, 2006 — Западная Австралия
- Prodidomus wunderlichi Deeleman-Reinhold, 2001 — Таиланд
- Prodidomus yorke Platnick & Baehr, 2006 — Квинсленд

## Purcelliana
Purcelliana Cooke, 1964
- Purcelliana problematica Cooke, 1964 — Южная Африка

## Theuma
Theuma Simon, 1893
- Theuma ababensis Tucker, 1923 — Южная Африка
- Theuma andonea Lawrence, 1927 — Намибия
- Theuma aprica Simon, 1893 — Южная Африка
- Theuma capensis Purcell, 1907 — Южная Африка
- Theuma cedri Purcell, 1907 — Южная Африка
- Theuma elucubata Tucker, 1923 — Южная Африка
- Theuma foveolata Tucker, 1923 — Южная Африка
- Theuma funerea Lawrence, 1928 — Намибия
- Theuma fusca Purcell, 1907 — Южная Африка
- Theuma intermedia Strand, 1915 — Намибия
- Theuma longipes Lawrence, 1927 — Намибия
- Theuma maculata Purcell, 1907 — Южная Африка
- Theuma microphthalma Lawrence, 1928 — Намибия
- Theuma mutica Purcell, 1907 — Южная Африка
- Theuma ovambica Lawrence, 1927 — Намибия
- Theuma parva Purcell, 1907 — Южная Африка
- Theuma purcelli Tucker, 1923 — Южная Африка
- Theuma pusilla Purcell, 1908 — Южная Африка
- Theuma recta Lawrence, 1927 — Намибия
- Theuma schreineri Purcell, 1907 — Южная Африка
- Theuma schultzei Purcell, 1908 — Южная Африка
- Theuma tragardhi Lawrence, 1947 — Южная Африка
- Theuma velox Purcell, 1908 — Южная Африка
- Theuma walteri (Simon, 1889) — Туркменистан?
- Theuma xylina Simon, 1893 — Южная Африка
- Theuma zuluensis Lawrence, 1947 — Южная Африка

## Theumella
Theumella Strand, 1906
- Theumella penicillata Strand, 1906 — Эфиопия
- Theumella typica Strand, 1906 — Эфиопия

## Tivodrassus
Tivodrassus Chamberlin & Ivie, 1936
- Tivodrassus ethophor Chamberlin & Ivie, 1936 — Мексика
- Tivodrassus farias Platnick & Shadab, 1976 — Мексика
- Tivodrassus pecki Platnick & Shadab, 1976 — Мексика
- Tivodrassus reddelli Platnick & Shadab, 1976 — Мексика

## Tricongius
Tricongius Simon, 1893
- Tricongius amazonicus Platnick & Hofer, 1990 — Бразилия
- Tricongius collinus Simon, 1893 — Венесуэла
- Tricongius granadensis Mello-Leitao, 1941 — Колумбия

## Wesmaldra
Wesmaldra Platnick & Baehr, 2006
- Wesmaldra baynesi Platnick & Baehr, 2006 — Западная Австралия
- Wesmaldra bidgemia Platnick & Baehr, 2006 — Западная Австралия
- Wesmaldra bromilowi Platnick & Baehr, 2006 — Западная Австралия
- Wesmaldra hirsti Platnick & Baehr, 2006 — Западная Австралия
- Wesmaldra kakadu Platnick & Baehr, 2006 — Северные Территории
- Wesmaldra learmonth Platnick & Baehr, 2006 — Западная Австралия
- Wesmaldra napier Platnick & Baehr, 2006 — Западная Австралия
- Wesmaldra nixaut Platnick & Baehr, 2006 — Западная Австралия
- Wesmaldra rolfei Platnick & Baehr, 2006 — Западная Австралия
- Wesmaldra splendida (Simon, 1908) — Западная Австралия
- Wesmaldra talgomine Platnick & Baehr, 2006 — Западная Австралия
- Wesmaldra urawa Platnick & Baehr, 2006 — Западная Австралия
- Wesmaldra waldockae Platnick & Baehr, 2006 — Западная Австралия
- Wesmaldra wiluna Platnick & Baehr, 2006 — Западная Австралия

## Wydundra
Wydundra Platnick & Baehr, 2006
- Wydundra alexandria Platnick & Baehr, 2013 — Северные Территории
- Wydundra anjo Platnick & Baehr, 2006 — Западная Австралия
- Wydundra barrow Platnick & Baehr, 2006 — Западная Австралия, Северные Территории
- Wydundra camooweal Platnick & Baehr, 2013 — Квинсленд
- Wydundra carinda Platnick & Baehr, 2006 — Южная Австралия, Новый Южный Уэльс
- Wydundra charnley Platnick & Baehr, 2006 — Западная Австралия
- Wydundra chillagoe Platnick & Baehr, 2013 — Квинсленд
- Wydundra churchillae Platnick & Baehr, 2006 — Северные Территории
- Wydundra clifton Platnick & Baehr, 2006 — Южная Австралия
- Wydundra cooper Platnick & Baehr, 2006 — Южная Австралия, Новый Южный Уэльс
- Wydundra cunderdin Platnick & Baehr, 2006 — Западная Австралия
- Wydundra daunton Platnick & Baehr, 2006 — Квинсленд
- Wydundra drysdale Platnick & Baehr, 2006 — Западная Австралия
- Wydundra ethabuka Platnick & Baehr, 2006 — Северные Территории, Квинсленд
- Wydundra fitzroy Platnick & Baehr, 2006 — Квинсленд
- Wydundra flattery Platnick & Baehr, 2006 — Квинсленд
- Wydundra garnet Platnick & Baehr, 2006 — Квинсленд
- Wydundra gibb Platnick & Baehr, 2006 — Западная Австралия, Северные Территории
- Wydundra gilliat Platnick & Baehr, 2013 — Квинсленд
- Wydundra gully Platnick & Baehr, 2006 — Квинсленд
- Wydundra gunbiyarrmi Platnick & Baehr, 2006 — Северные Территории
- Wydundra humbert Platnick & Baehr, 2006 — Северные Территории
- Wydundra humptydoo Platnick & Baehr, 2006 — Северные Территории
- Wydundra jabiru Platnick & Baehr, 2006 — Северные Территории
- Wydundra kalamurina Platnick & Baehr, 2006 — Южная Австралия
- Wydundra kennedy Platnick & Baehr, 2006 — Западная Австралия
- Wydundra kohi Platnick & Baehr, 2006 — Квинсленд
- Wydundra lennard Platnick & Baehr, 2006 — Западная Австралия
- Wydundra leichhardti Platnick & Baehr, 2013 — Квинсленд
- Wydundra lindsay Platnick & Baehr, 2006 — Южная Австралия
- Wydundra lowrie Platnick & Baehr, 2006 — Квинсленд
- Wydundra moolooloo Platnick & Baehr, 2006 — Южная Австралия
- Wydundra moondarra Platnick & Baehr, 2006 — Квинсленд
- Wydundra morton Platnick & Baehr, 2006 — Новый Южный Уэльс
- Wydundra neinaut Platnick & Baehr, 2006 — Квинсленд
- Wydundra newcastle Platnick & Baehr, 2006 — Квинсленд
- Wydundra normanton Platnick & Baehr, 2006 — Квинсленд
- Wydundra octomile Platnick & Baehr, 2006 — Квинсленд
- Wydundra osbourne Platnick & Baehr, 2006 — Квинсленд
- Wydundra percy Platnick & Baehr, 2006 — Квинсленд
- Wydundra solo Platnick & Baehr, 2006 — Западная Австралия
- Wydundra uluru Platnick & Baehr, 2006 — Западная Австралия, Северные Территории
- Wydundra undara Platnick & Baehr, 2006 — Квинсленд
- Wydundra voc (Deeleman-Reinhold, 2001:) — Малайзия, Молуккские острова
- Wydundra webberae Platnick & Baehr, 2006 — Северные Территории
- Wydundra windsor Platnick & Baehr, 2006 — Квинсленд

## Zimirina
Zimirina Dalmas, 1919
- Zimirina brevipes Perez & Blasco, 1986 — Испания, Сардиния
- Zimirina cineris Cooke, 1964 — Канарские Острова
- Zimirina deserticola Dalmas, 1919 — Алжир
- Zimirina gomerae (Schmidt, 1981) — Канарские Острова
- Zimirina grancanariensis Wunderlich, 1992 — Канарские Острова
- Zimirina hirsuta Cooke, 1964 — Канарские Острова
- Zimirina lepida (Blackwall, 1859) — Мадейра
- Zimirina moyaensis Wunderlich, 1992 — Канарские Острова
- Zimirina nabavii Wunderlich, 2011 — Канарские Острова
- Zimirina penicillata (Simon, 1893) — Алжир
- Zimirina relegata Cooke, 1977 — Остров Святой Елены
- Zimirina spinicymbia Wunderlich, 1992 — Канарские Острова
- Zimirina tenuidens Denis, 1956 — Марокко
- Zimirina transvaalica Dalmas, 1919 — Южная Африка
- Zimirina vastitatis Cooke, 1964 — Ливия, Египт

## Zimiris
Zimiris Simon, 1882
- Zimiris diffusa Platnick & Penney, 2004 — Остров Святой Елены, Сокотра, Индия
- Zimiris doriai Simon, 1882 — Северный тропик